# Pseudocherleria
Pseudocherleria là danh pháp khoa học của một chi thực vật có hoa trong họ Cẩm chướng (Caryophyllaceae). Chi này được Markus S. Dillenberger và Joachim W. Kadereit thiết lập năm 2014 để tách chi Minuartia nghĩa rộng (sensu lato) đa ngành thành các nhóm đơn ngành.

## Phân bố
Các loài thuộc chi này là bản địa khu vực từ gần Bắc cực tới miền bắc Trung Quốc, bán đảo Triều Tiên, Nhật Bản và trong khu vực từ Kavkaz, Thổ Nhĩ Kỳ tới Iran.

## Các loài
Mười loài được các tác giả Markus S. Dillenberger và Joachim W. Kadereit chuyển sang chi này và hiện tại được công nhận bao gồm:
- Pseudocherleria aizoides (Boiss.) Dillenb. & Kadereit, 2014
- Pseudocherleria brotheriana (Trautv.) Dillenb. & Kadereit, 2014
- Pseudocherleria charadzeae (Lazkov) Dillenb. & Kadereit, 2014
- Pseudocherleria colchica (Kharadze) Dillenb. & Kadereit, 2014
- Pseudocherleria imbricata (C.A.Mey.) Dillenb. & Kadereit, 2014
- Pseudocherleria inamoena (C.A.Mey.) Dillenb. & Kadereit, 2014
- Pseudocherleria laricina (L.) Dillenb. & Kadereit, 2014
- Pseudocherleria macrocarpa (Pursh) Dillenb. & Kadereit, 2014
- Pseudocherleria pseudoimbricata (Lazkov) Dillenb. & Kadereit, 2014
- Pseudocherleria rhodocalyx (Albov) Dillenb. & Kadereit, 2014

Loài thứ 11 mà các tác giả chuyển sang chi này là Pseudocherleria kurilensis (Ikonn. & Barkalov) Dillenb. & Kadereit, 2014, hiện nay được coi là đồng nghĩa của Pseudocherleria macrocarpa.